# Amalophyllon parviflorum
Amalophyllon parviflorum är en tvåhjärtbladig växtart som först beskrevs av Alexander Karl Heinrich Braun och Peter Carl Bouché, och fick sitt nu gällande namn av Boggan, L.E. Skog och Roalson. Amalophyllon parviflorum ingår i släktet Amalophyllon och familjen Gesneriaceae. Inga underarter finns listade i Catalogue of Life.